# Oxytropis alberti-regelii
Oxytropis alberti-regelii är en ärtväxtart som beskrevs av I.T. Vassilczenko. Oxytropis alberti-regelii ingår i släktet klovedlar, och familjen ärtväxter. Inga underarter finns listade i Catalogue of Life.